# Departamentul Securității Statului
Departamentul Securității Statului (denumire uzuală: Securitatea) a fost numele dat serviciului de informații din România în perioada comunistă. S-a aflat în cea mai mare parte a existenței sale în subordinea administrativă a Ministerului Afacerilor Interne. În calitate de instrument al Partidului Comunist Român, ale cărui directive le ducea la împlinire, Securitatea a jucat un rol principal în impunerea unei orientări ideologice unitare la nivelul societății. În acest scop, unele cadre ale Securității au recurs la acțiuni ce excedau normele legale și constituționale, iar în anumite cazuri, la crime și încălcări ale drepturilor omului. 
Până la mijlocul anilor 1960, Securitatea a contribuit la sovietizarea României, iar apoi la menținerea regimului comunist la putere. În aceste scopuri a fost dezvoltat un sistem complex de supraveghere și represiune. Conform unor surse și rapoarte disputate, în primii ani ai existenței instituției (perioada stalinistă), din instrumentariul Securității au făcut parte arestările în miezul nopții, bătaia, tortura și violul fetelor și femeilor deținute.
După 1989, soarta arhivelor Securității a stârnit puternice controverse, în prezent cea mai mare parte a dosarelor și documentelor putând fi consultate și studiate în cadrul Consiliului Național pentru Studierea Arhivelor Securității.

## Istoric
Securitatea a fost, oficial, înființată prin decretul nr. 221 din 28 august 1948 al Prezidiului Marii Adunări Naționale a RPR. Inițial a purtat numele de Direcția Generală a Securității Poporului (DGSP). Securitatea a început să acționeze după lovitura de stat din 23 august 1944, când Ministerul Afacerilor Interne a fost infiltrat masiv de comuniști. Securitatea a fost creată de SMERȘ, o divizie a NKVD, având ca misiune înlocuirea serviciilor secrete din țările ocupate de URSS cu structuri de tip sovietic. Unitatea SMERȘ din România, numită Brigada Mobilă, a fost condusă, până în 1948, de colonelul NKVD Boris Grünberg, care folosea, în România, numele Alexandru Nicolski.
Primul director al Securității a fost gen-lt. Gheorghe Pintilie, poreclit Pantiușa (nume real: Panteleimon Bodnarenko). Șeful Securității avea rang de ministru în cadrul Consiliului de Miniștri, fiind secondat de 2 directori adjuncți cu rangul de secretari de stat, gen-mr. Alexandru Nicolski și gen-mr. Vladimir Mazuru (nume real: Vladimir Mazurov). Toți cei 3 erau ofițeri sovietici ai MGB, succesoarea NKVD.
DGSP a înlocuit Direcția Generală a Poliției de Siguranță. Conform Decretului 221, Securitatea avea rolul de "a apăra cuceririle democratice și de a asigura securitatea Republicii Populare Române împotriva uneltirilor dușmanilor interni și externi". De asemenea, organele de securitate erau "singurele abilitate a instrumenta infracțiunile ce primejduiesc regimul democratic și securitatea poporului". Prin Decretul nr. 50 din 30 martie 1951, DGSP și-a schimbat numele în Direcția Generală a Securității Statului, iar prin Decretul 264 din aprilie 1951, SSI (Serviciul Special de Informații) a intrat în compunerea DGSS.
Potrivit Decretului nr. 324 din 20 septembrie 1951, DGSS s-a separat de Ministerul de Interne și a fost încorporat în Ministerul Securității Statului (MSS). Această reorganizare a fost de scurtă durată. MSS a reintrat sub comanda MAI, la 7 septembrie 1955. Câteva luni mai târziu, la 11 iunie 1956, prin Hotărârea Consiliului de Miniștri nr. 1361, Ministerul de Interne a fost reorganizat și împărțit în două departamente: Departamentul Securității și Departamentul Internelor. Cel din urmă răspundea de Miliție și închisori, în timp ce primul a moștenit structura DGSS.
Securitatea nu a avut, până în 1956, atribuții în ceea ce privește deținuții politici din închisori și lagăre de muncă, cu excepția supravegherii contrainformative a ofițerilor, subofițerilor și trupelor, care îndeplineau serviciul acolo. Asta nu însemna că Securitatea nu e vinovată de crimele regimului comunist. Ofițerii de securitate nu au intervenit pentru a opri abuzurile. În cele câteva cazuri când au sesizat asemenea fapte, fie nu s-a luat nici o măsură, fie au fost concediați. În multe alte cazuri securiștii s-au implicat în crime și torturi. Securitatea a fost principala sursă de informații care au dus la închiderea "dușmanilor poporului" în pușcării și lagăre.
După moartea lui Stalin, în martie 1953, a urmat o perioadă de relativă liberalizare în interiorul lagărului comunist. Totuși Gheorghe Gheorghiu-Dej, un stalinist convins, a inițiat o campanie de epurări după model stalinist, în urma căreia și-a eliminat potențialii dușmani din interiorul partidului. Securitatea, sub comanda lui Alexandru Drăghici, a avut un rol important de jucat în această campanie. 
În anul 1958, personalul Trupelor de Securitate era stabilit la 5.633 ofițeri, 4.108 sergenți reangajați, 1.416 angajați civil și 46.028 militari în termen, adică 57.185 persoane.
Nici Securitatea nu a scăpat de epurări, în perioada 1960-1965, fiind înlăturați mulți ofițeri impuși de la Moscova, care ar fi putut să amenințe autoritatea lui Dej. Securitatea a făcut parte din Garda președintelui Ceaușescu până în 1989 când acesta a fost împușcat. Departamentul Securității Statului a fost desființat oficial în 30 decembrie 1989. Personalul a fost redistribuit în șase agenții de informații și/sau contrainformații. Personalul cu trecut comunist a fost redus considerabil, cei care nu s-au conformat principiilor democratice fiind concediați sau ieșind la pensie anticipat. Aceste concedieri au produs mai multe necazuri decât au rezolvat, cei concediați ajungând să lucreze în mediul privat, scăpând astfel de sub controlul democratic al activităților de informații.
După moartea lui Dej, venirea lui Nicolae Ceaușescu în fruntea PCR a marcat o nouă reorganizare a Securității. Astfel, din 22 iulie 1967, în urma Decretului nr. 710, a fost înființat Departamentul Securității Statului (DSS), condus de Consiliul Securității Statului (CSS), având în frunte un președinte cu rang de ministru. La 4 aprilie 1968, Consiliul Securității Statului devine organ independent de Ministerul de Interne, pentru ca, la 9 aprilie 1972, să reintre în cadrul Ministerului de Interne. Departamentul Securității Statului a fost reorganizat având șase direcții principale (informații interne, contrainformații economice, contraspionaj, contrainformații militare, securitate și gardă și cercetări penale). Aceasta a fost forma sub care a funcționat Securitatea până la căderea regimului comunist, în decembrie 1989. Ultimul șef al Securității a fost Iulian Vlad. În 30 decembrie 1989, Consiliul Frontului Salvării Naționale a hotărât desființarea Departamentului Securității Statului.

## Organizare
La nivelul anului 1989, Departamentul Securității Statului din cadrul Ministerului de Interne, avea următoarea organizare:
- Direcția I - Informații Interne
- Direcția a-II-a - Contraspionaj Economic
- Direcția a-III-a - Contrainformații
- Direcția a-IV-a - Contraspionaj militar
- Direcția a-V-a - Securitate și Gardă
- Direcția a-VI-a - Anchete Penale
- Opt unități speciale: 
  - Unitatea Specială de Luptă Antiteroristă
  - Unitatea Specială F - Filaj
  - Serviciul de Protejare a Secretelor de Stat
  - Serviciul Independent pentru Comerț Exterior
  - Centrul de Informatică și Documentare
  - Serviciul D - Dezinformare
  - Serviciul Independent Secretariat-Juridic
  - Serviciul Independent Învățământ-Mobilizare.

Din organigrama DSS, mai făceau parte: Comandamentul pentru Tehnică Operativă și Transmisiuni, Consiliul Politic al Departamentului Securității Statului și Centrul de Informații Externe (fostul DIE).

### Direcția de Investigații
Direcția de Investigații avea agenți și informatori la fiecare nivel al structurilor de partid si guvern, precum și în societate pentru a raporta orice activități sau opinii împotriva regimului. Realiza percheziții ilegale în instituții și locuințe, arestând oponenții regimului lui Ceaușescu. Agenții foloseau frecvent forța pentru a obliga dizidenții să-și denunțe compatrioții și activitățile lor. Potrivit unor importanți dizidenți, datorită influenței Securității asupra unor judecători sau procurori, nici un oponent nu a fost achitat vreodată de vreun tribunal. Direcția de Investigații lucra în colaborare cu Direcția de Supraveghere și Direcția pentru Cenzura Corespondenței. Ultima s-a ocupat, printre altele, cu supravegherea corespondenței dizidenților și etnicilor unguri din Transilvania. Pentru aceasta, agenții au adunat mostre de scris de la populație și a monitorizat înregistrarea oficială a tuturor mașinilor de scris și copiatoarelor de către miliție.

### Direcția Generală de Tehnică Operativă
Direcția Generală de Tehnică Operativă (DGTO) era un serviciu important pentru activitățile Securității. A fost constituit, cu sprijinul KGB, la mijlocul anilor '50 și avea rolul de a monitoriza toate mijloacele de comunicare electronice și telecomunicațiile din țară. DGTO intercepta toate telefoanele, telegramele sau faxurile venind din sau spre străinătate. Agenții DGTO puneau microfoane în clădiri publice și locuințe private pentru a supraveghea discuțiile dintre cetățeni.

### Direcția de Contraspionaj
Direcția de Contraspionaj se ocupa cu supravegherea străinilor (în special împotriva cetățenilor sovietici) pentru a monitoriza sau împiedica contactele lor cu români. Impunea o serie de restricții pentru a opri întâlnirile dintre străini și oamenii de rând, pentru a-i împiedica pe aceștia din urmă să ajungă în ambasade străine și pentru a nu cere azil politic. Oamenii trebuiau să anunțe la Securitate, în termen de 24 de ore, orice contact pe care l-au avut cu vreun străin.

### Direcția a IV-a
Direcția a IV-a avea atribuții similare cu cele ale Direcției de Contraspionaj, numai că avea atribuții la nivelul forțelor armate. Principala sa misiune era aceea de a identifica și neutraliza spionajul sovietic.

### Direcția a V-a
Direcția a V-a asigura protecția demnitarilor.

### Direcția de Securitate Internă
Direcția de Securitate Internă, având peste 1000 de agenți, se ocupa cu eliminarea oponenților din interiorul PCR, din Consiliul de Miniștri și din Securitate. Această direcție reprezenta o Securitate în interiorul Securității, având propriile structuri de supraveghere, cenzură a corespondenței și monitorizare a telecomunicațiilor.

## Metode de anchetă
Excedând normele legale și constituționale, unele cadre ale fostei Securități s-au remarcat prin exces de zel și prin brutalitatea metodelor de anchetă.
Deși izolate, sunt documentate momente în cadrul anchetelor în care a fost utilizată tortura, atât ca instrument de dominație, cât și pentru atingerea unor scopuri imediate, prin obținerea de informații considerate utile de către anchetatori.
Analiștii fenomenului totalitar disting două categorii de tortură:
- Tortura fizică consta în diverse tipuri de agresiuni fizice asupra celui anchetat, la care imaginația torționarilor nu avea limite
- Tortura psihică
  - Ancheta în tură: cel arestat era bombardat cu întrebări un lung interval de timp, chiar și câteva zile, fiind privat de hrană sau somn
  - Intimidarea anchetatului: amenințarea cu represalii asupra membrilor familiei sau simularea execuției.

## Închisorile politice
Una din metodele de represiune ale sistemului totalitar comunist o constituia pedeapsa cu închisoarea.
Cea mai mare parte a persoanelor au fost arestate în perioada 1949 - 1964, după unii autori fiind de peste jumătate de milion, cifră la care trebuie adăugată cea a așa-zișilor chiaburi arestați, șvabii deportați în Bărăgan și existența detașamentelor militarizate prin care erau trimiși la muncă forțată tinerii cu origine nesănătoasă.

## Soarta arhivelor Securității
În iunie 1990, un grup de ofițeri ai SRI, în cadrul procedurilor de serviciu, a încercat să distrugă un lot de documente de lucru - parte din ele datând din perioada fostei Securități.
În prima fază, s-a încercat distrugerea documentelor la fabricile de tocat hârtie de la Grădiștea și Scăieni, dar muncitorii de acolo nu au colaborat. Atunci, colonelul Nicolae Bordeianu, din proprie inițiativă, a transportat cca. 90 de saci cu documente la o rudă care avea un cuptor de pâine la Berevoiești. S-au ivit probleme tehnice și sacii au fost duși pe malul pârâului Râușor, situat la câțiva kilometri de comuna argeșeană. Au descărcat camionul, au făcut o groapă și au dat foc hârtiilor, apoi au acoperit groapa cu pământ. Hârtiile însă nu au ars în totalitate. Locul a fost descoperit din întâmplare de văcarul satului și multe documente au ajuns în posesia diferiților oameni,
inclusiv a ziariștilor. Cea mai mare parte au fost apoi recuperate rapid de SRI, lotul în cauză dovedindu-se ulterior a fi fără valoare din punct de vedere istoric sau al siguranței naționale.
Ulterior, o mare parte a arhivelor Securității - cu descrierea operațiunilor și listele angajaților și informatorilor - au fost predate CNSAS.